# Jimmy Cochran
James Michael Cochran dit Jimmy Cochran, né le 29 mai 1981 à Burlington dans le Vermont, est un skieur alpin américain. 

## Biographie
Il est le fils de Bob Cochran skieur alpin américain, neveu de Barbara Ann Cochran, Marilyn Cochran et de Lindy Cochran skieuse alpine américaine.

## Carrière
Il participe à ses premières compétitions de la FIS en 1998. Il commence sa carrière en Coupe du monde en novembre 2003 à Park City. Cochran obtient son meilleur résultat dans l'élite en décembre 2005 avec une septième place au slalom géant de Kranjska Gora. En 2006, il participe à ses premiers Jeux olympiques, prenant la douzième place lors du slalom. Au fil de sa carrière, il se spécialise davantage dans le slalom, notamment à partir de 2008.
En mars 2012, il annonce la fin de sa carrière au haut niveau.

## Palmarès

### Jeux olympiques d'hiver
| Épreuve / Édition | Turin 2006 | Vancouver 2010 |
| Slalom            | 12e        | Abandon        |

### Championnats du monde
| Épreuve / Édition | Bormio 2005 | Åre 2007 | Val d'Isère 2009 |
| Slalom géant      | 16e         | 37e      |                  |
| Slalom            | -           | Abandon  | 10e              |

### Coupe du monde
- Meilleur classement général : 54e en 2008.
- Meilleur résultat en course : 7e.
- 4 tops 10.

### Championnat des États-Unis
- Champion en slalom en 2004, 2007 et 2008.
- Champion en slalom géant en 2004.